# Phorinia agilis
Phorinia agilis là một loài ruồi trong họ Tachinidae.